# Brighella

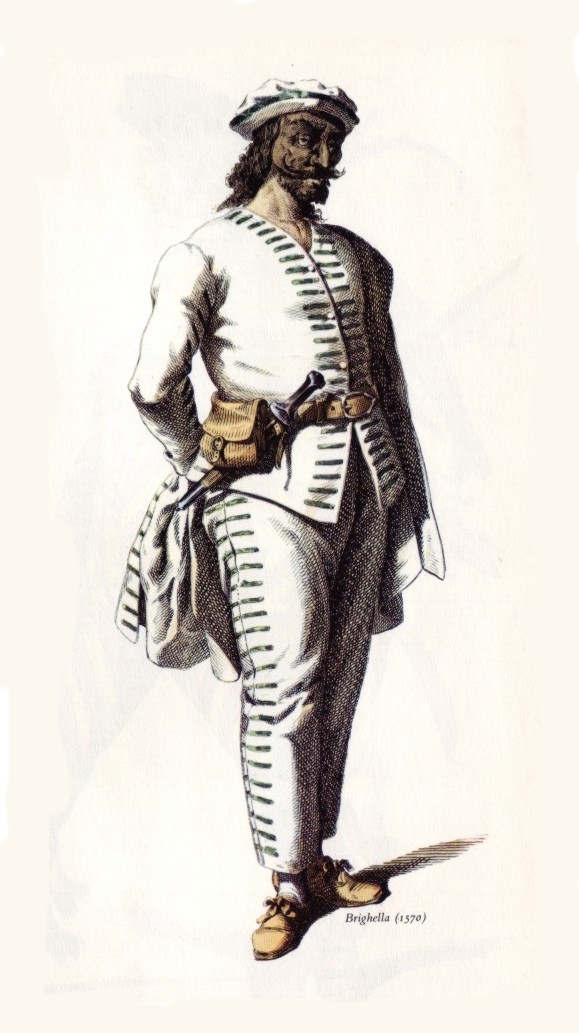
Brighella

Brighella – jedna z głównych postaci (masek „komicznych”) commedia dell’arte.
Jest przyjacielem Arlekina i o ile ten drugi posiada w swej fantastycznej charakteryzacji coś ludzkiego, o tyle Brighella jest całkowicie tego pozbawiony. Nos ma cofnięty nad wargami, wargi zmysłowe, oczy obleśne, złośliwe i pożądliwe. Sztylet Brighelli w przeciwieństwie do drewnianego miecza Arlekina ma groźne ostrze. Niezbyt szerokie spodnie i krótki kaftan ozdobiony zielonym szamerowaniem tworzyły jego strój od XVI do XVIII wieku. Zwykle jeszcze z ramion zwisał krótki płaszcz przypominający taki, jakie noszono w komedii rzymskiej.